# Monocen
Monocen – najprostszy układ ekologiczny, obejmujący pojedynczego osobnika i jego bezpośrednie środowisko (monotyp). W obrębie monocenu realizuje się cykl pierwotnych zależności ekologicznych, jest układem otwartym, w którym następuje przepływ energii. Monocen jest przedmiotem badań autekologii.
Zobacz też:
- democen
- pleocen